# دمیترو یفیمنکو
دمیترو یفیمنکو (اوکراینی: Дмитро Олександрович Єфіменко؛ زادهٔ ۳۰ اوت ۲۰۰۱) بازیکن فوتبال اهل اوکراین است.